# キヨッソーネ東洋美術館
キヨッソーネ東洋美術館（Museo d'Arte Orientale Edoardo Chiossone）は、イタリアのジェノヴァ市にある東洋美術を主とする美術館である。ジェノヴァ東洋美術館とも表記される。

## 概要
日本の招きによりお雇い外国人の一人として、明治8年（1875年）1月12日に来日したエドアルド・キヨッソーネは大蔵省印刷局に着任、主に偽造防止の紙幣制作の指導などにあたる傍ら、その多くの給与から多くの日本美術品を収集した。それらの展示のために設立されたのが、キヨッソーネ東洋美術館であった。
当初、アルフレード・ルグソーロにより、1905年にリグーリア美術学校の三階の美術館に設置され、1940年までこの建物において開館していたが、1940年の第二次世界大戦布告の直後、キヨッソーネ東洋美術館はジェノヴァ市の責任、負担のもとに疎開、大戦後にはキヨッソーネの遺言通り、市の所有となっている。その後、ジェノヴァ市はキヨッソーネの遺言に従って、コレクションを恒久的に保存するのにふさわしい建物の設計・建設を審議した。
その結果、建設予定地はヴィレッタ・ディ・ネグロ公園内に決定、ジョルジョ・オルセーゼ監修、
ルチアーノ・グロッシ・ビアンキデザイン、マリオ・ラボ建設で1953年に建設に着工をし、1970年に完成している。そして、翌1971年5月7日に開館、以来、広く一般に公開されている。

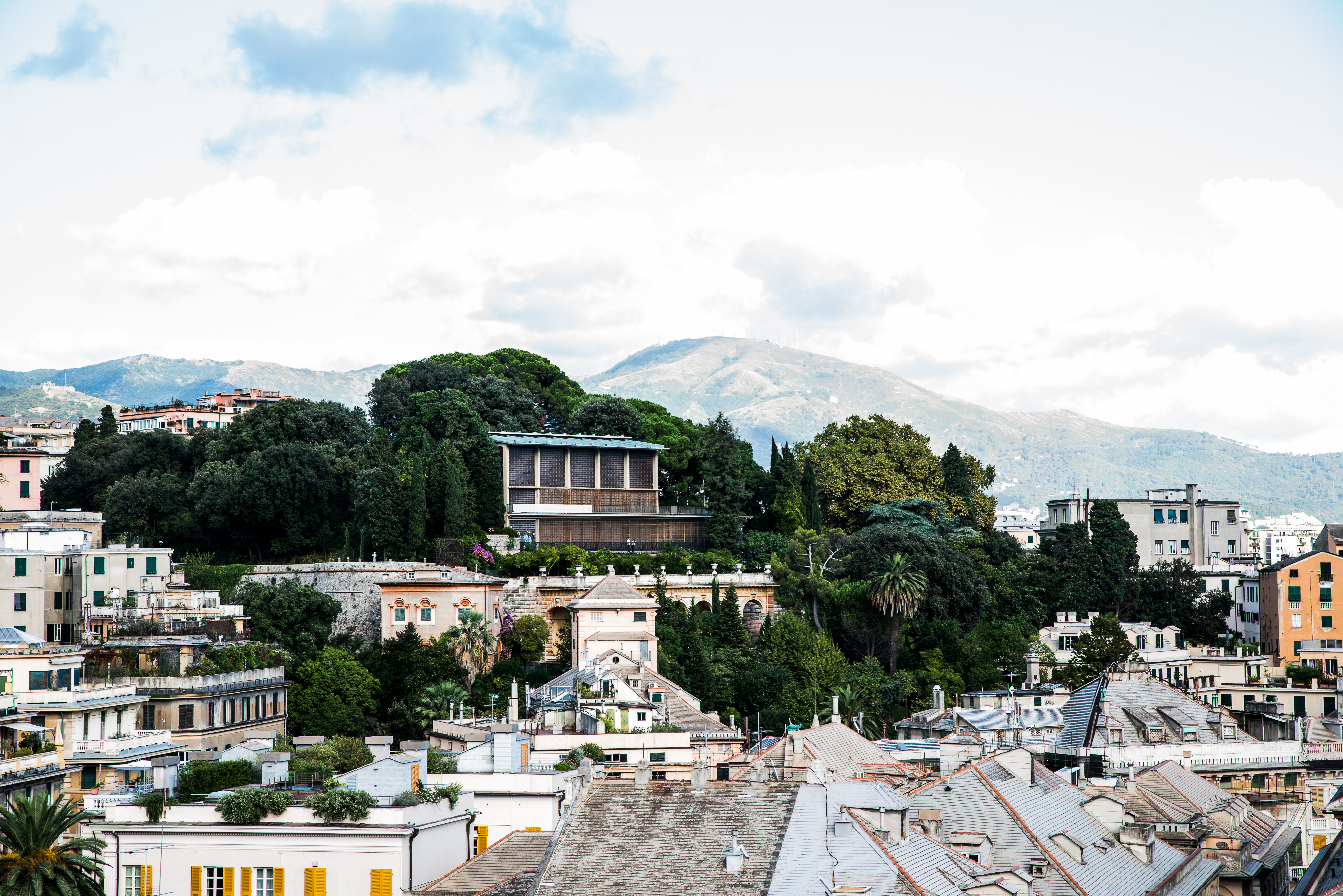
ヴィレッタ・ディ・ネグロ公園内にある美術館建物

自らが銅版画家であった彼の日本美術品コレクションは約15000点以上にのぼり、浮世絵版画3269点、肉筆浮世絵286点余りのほか、大仏像、甲冑、絵画、陶器など多岐にわたっている。

建築写真家パオロ・モンティが撮影した美術館の内部 (1967)
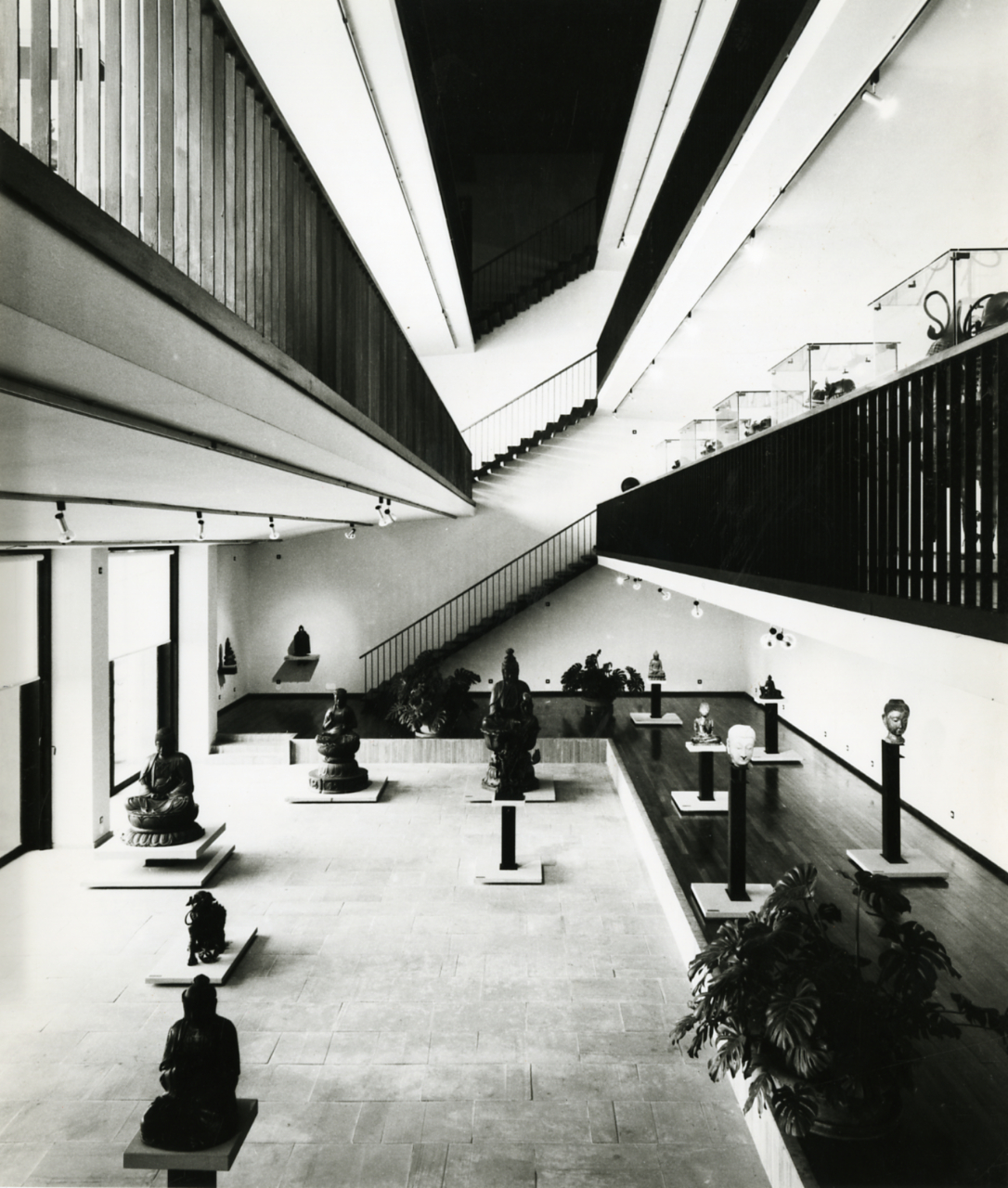
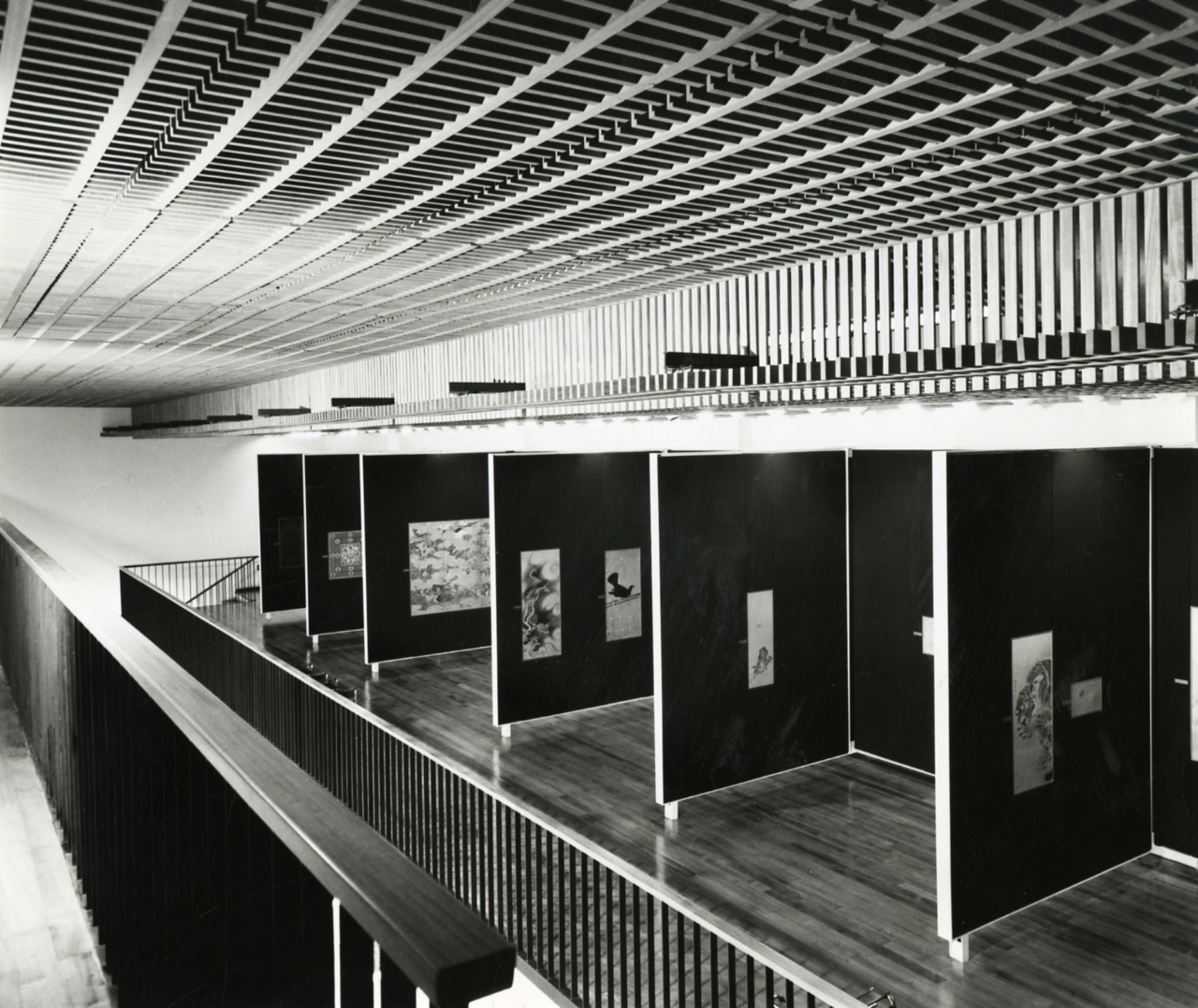
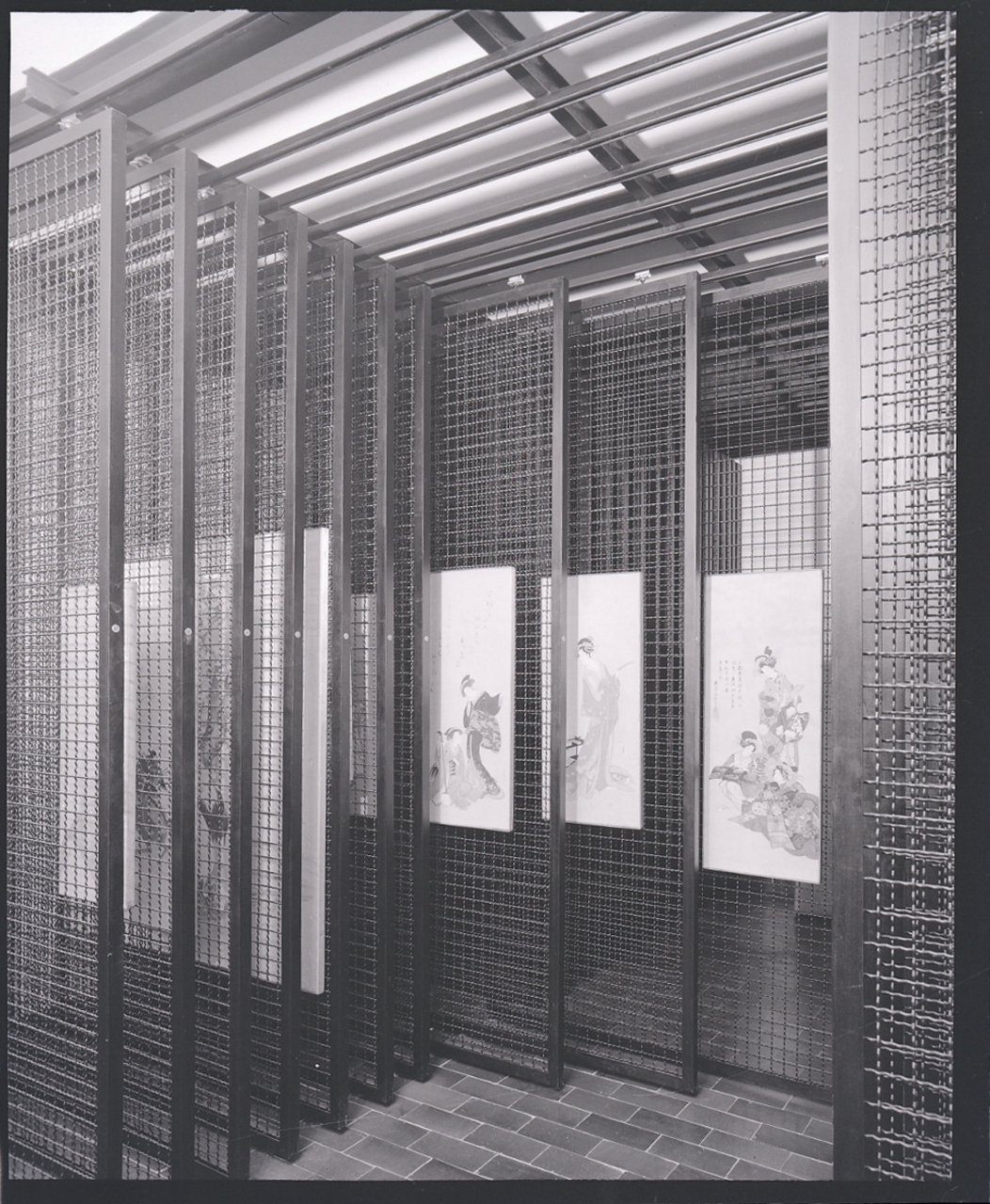
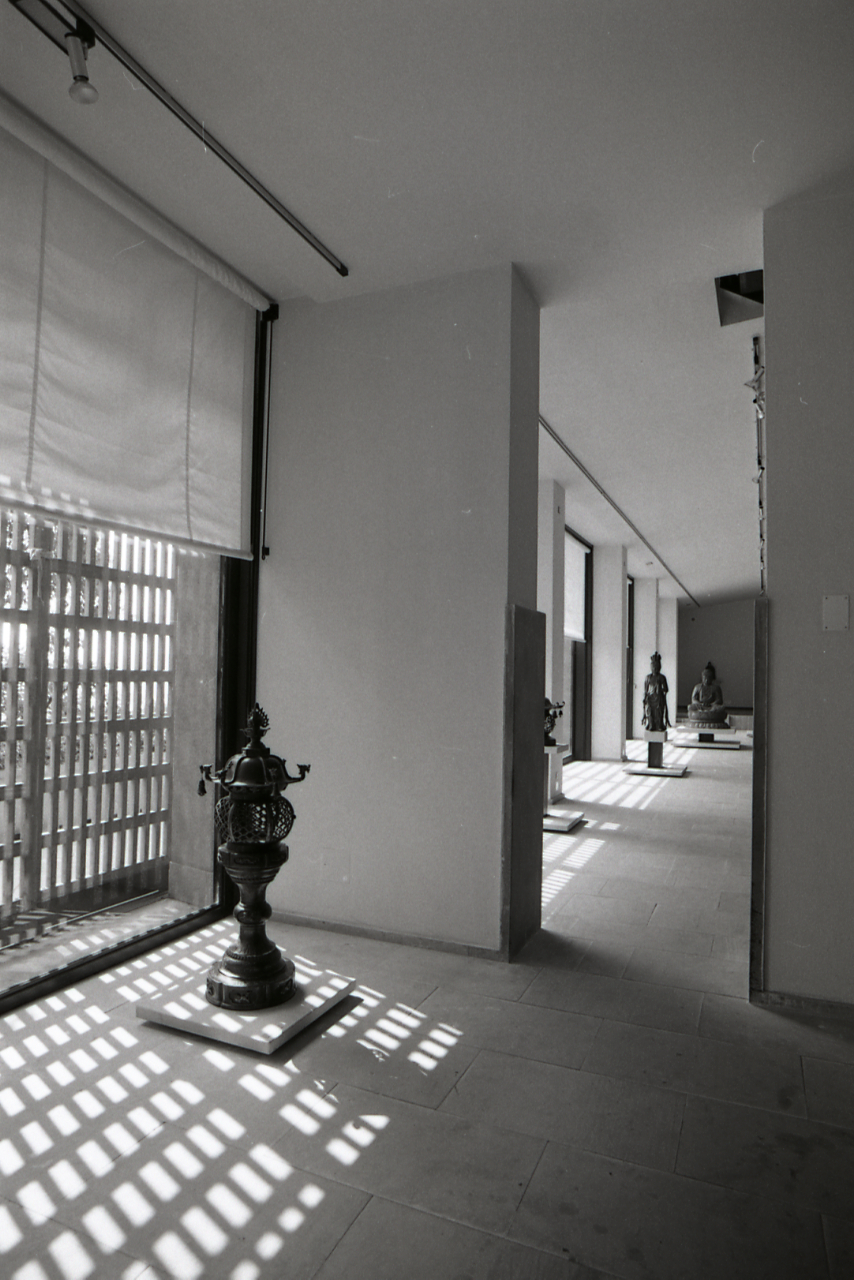
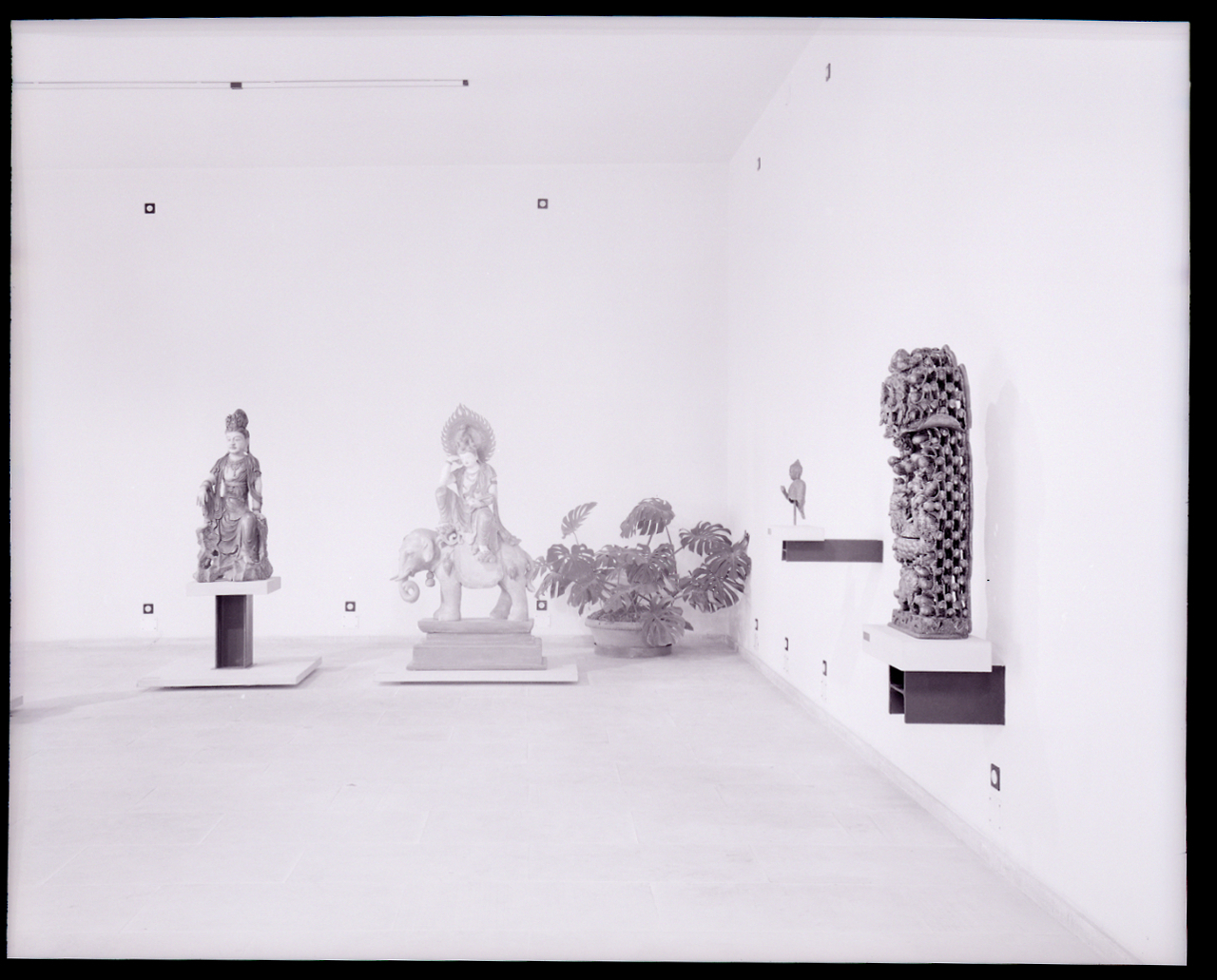
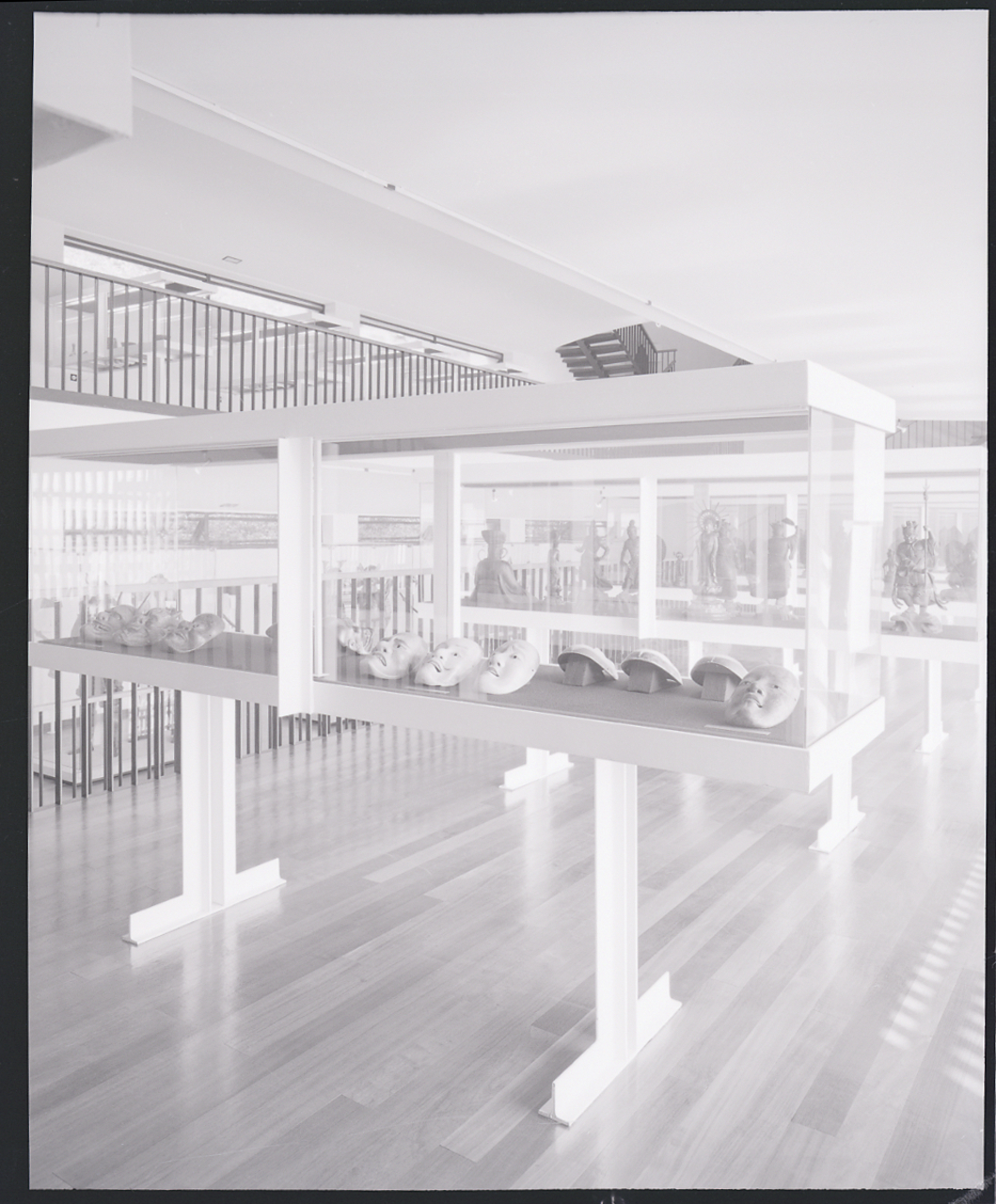
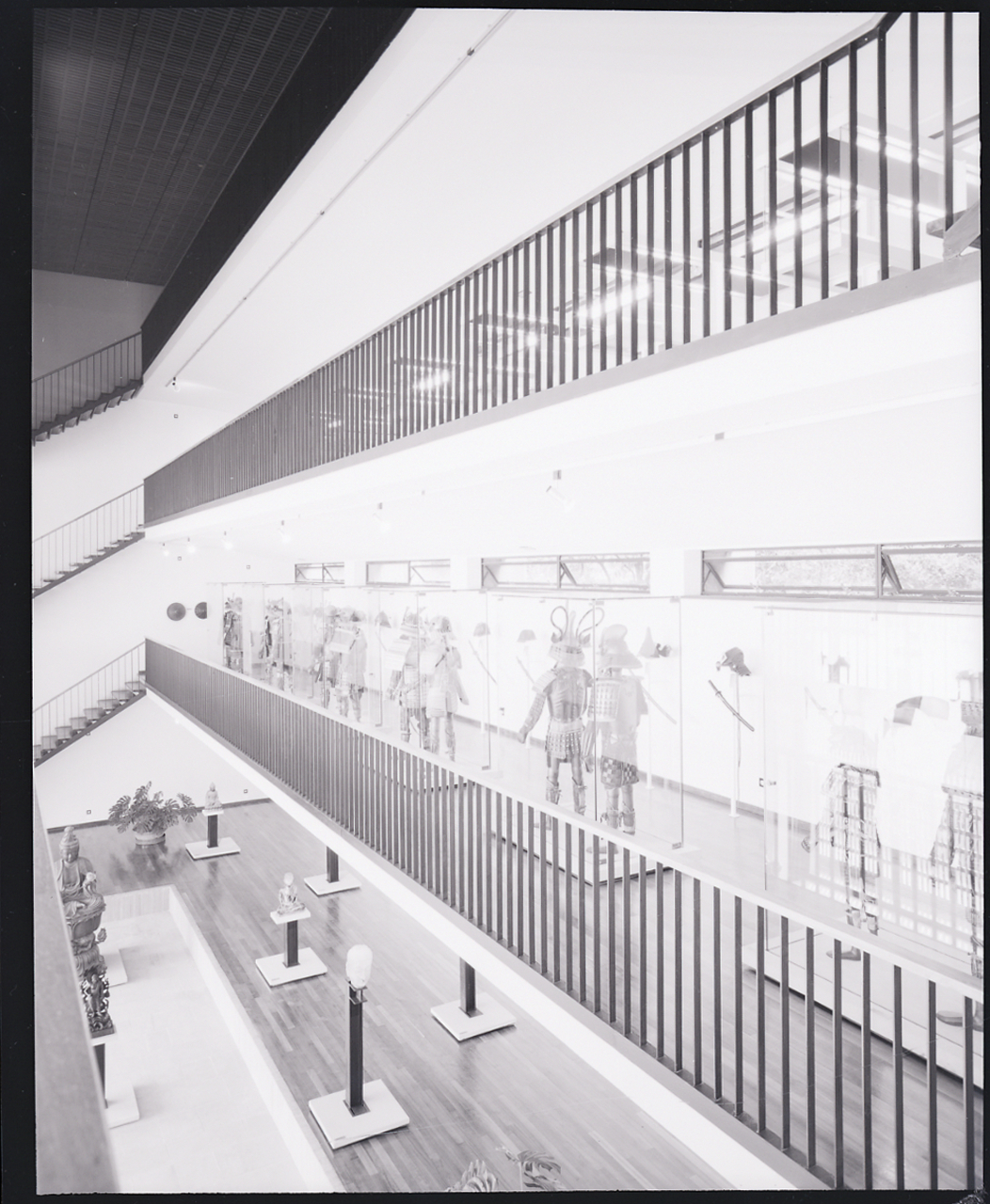
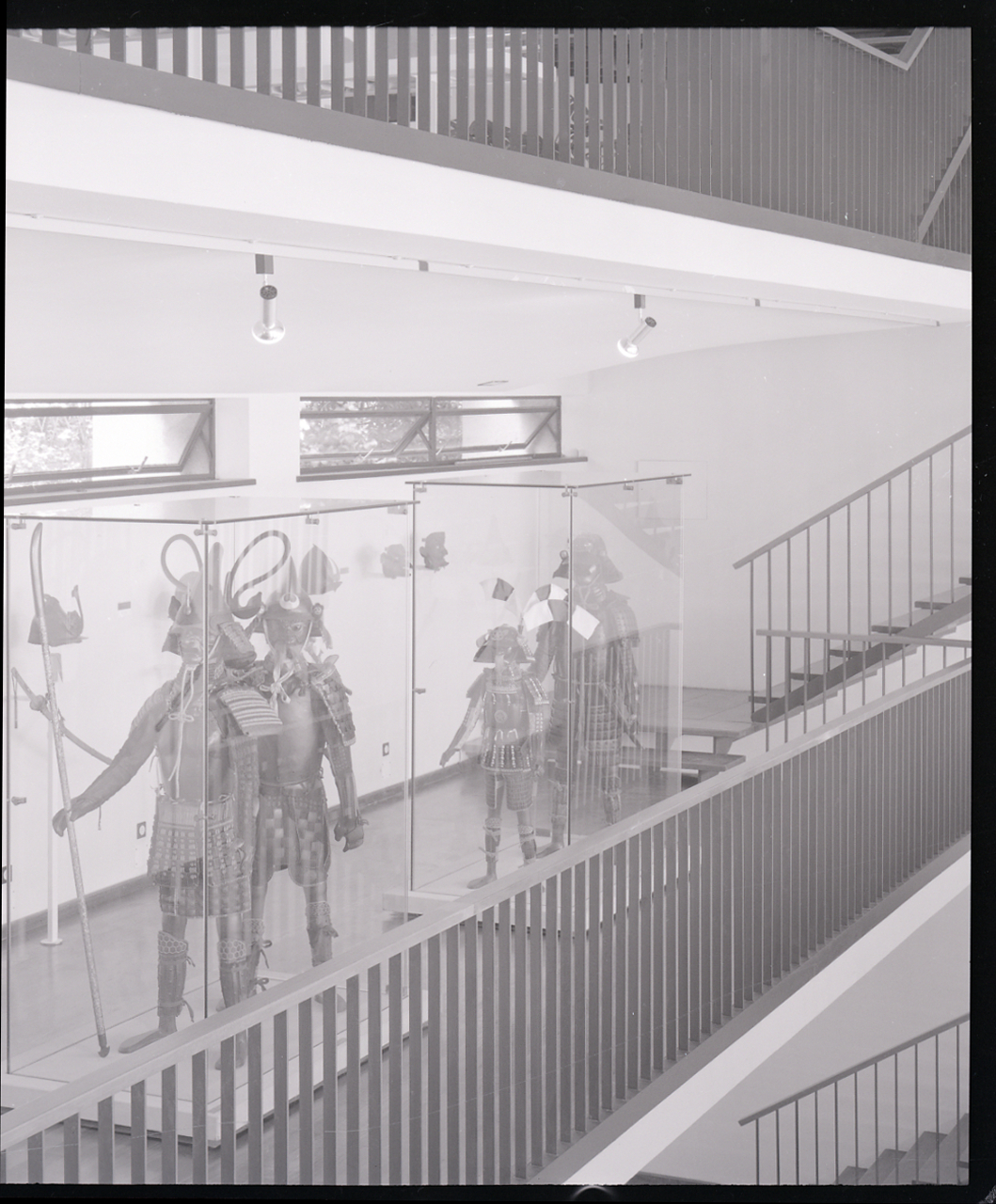

- 建築写真家パオロ・モンティ（英語版）が撮影した美術館の内部 (1967)

## 所蔵品
- 「初代大谷広次のはしば久吉と二代目三条勘太郎の若衆」細版 漆絵 鳥居清信
- 「二代目市川団十郎と初代佐野川万菊」細版 漆絵 鳥居清忠
- 「しゃぼん玉を吹く美人」柱絵判 錦絵 礒田湖竜斎
- 「御殿山の花見駕籠」大判 錦絵3枚続 喜多川歌麿
- 「教訓親の目鑑 本性者」大判 錦絵 喜多川歌麿
- 「二代目中村仲蔵の舎人松王丸  大判 錦絵3枚揃のうち 歌川国政
- 「源頼光公館土蜘蛛作妖怪図」大判 錦絵3枚続 歌川国芳
- 「雪中の花魁」掛物絵 大判錦絵 上下2枚続 渓斎英泉
- 「諸国名橋奇覧 すほうの図 きんたいはし」大判 錦絵揃物 葛飾北斎
- 「業平踊図」絹本着色 宮川長亀
- 「身重の女」絹本着色 葛飾北斎
- 「七福神」絹本着色 歌川豊春、歌川豊国、歌川豊広、歌川国貞、勝川春英、鳥居清長、葛飾北斎
- 「桜下遊女図」紙本着色 歌川豊国
- 「月夜楼上芸妓図」絹本着色 歌川広重
- 「四条河原夕涼図」絹本着色 鳥文斎栄之
- 「遊女道中図」絹本着色 礫川亭一指
- 「月下竹虎図」絹本着色 葛飾北斎
- 「諌鼓鶏図」絹本着色 葛飾北斎
- 「観月遊女図」絹本着色 柳々居辰斎